# مسابقات تکواندو قهرمانی آسیا ۱۹۹۲
مسابقات تکواندو قهرمانی آسیا ۱۹۹۲، دهمین دوره مسابقات تکواندو قهرمانی آسیا بود که از ۳۱ ژانویه تا ۲ فوریه ۱۹۹۲، در ورزشگاه نگارا در کوالا لامپور، مالزی برگزار شد.

## خلاصه مدال‌ها

### مردان
| رویداد               | طلا                         | نقره                             | برنز                               |
| Finweight −۵۰ ک‌گ     | Chang Jung-san · تایوان     | Jin Seung-tae · کرهٔ جنوبی        | John Suhartono · اندونزی           |
| Finweight −۵۰ ک‌گ     | Chang Jung-san · تایوان     | Jin Seung-tae · کرهٔ جنوبی        | Kumar Sandragasam · مالزی          |
| Flyweight −۵۴ ک‌گ     | Seo Sung-kyo · کرهٔ جنوبی    | Dirc Richard Talumewo · اندونزی  | Khalid Al-Hubaidah · کویت          |
| Flyweight −۵۴ ک‌گ     | Seo Sung-kyo · کرهٔ جنوبی    | Dirc Richard Talumewo · اندونزی  | Lin Yeong-cheng · تایوان           |
| Bantamweight −۵۸ ک‌گ  | Kwon Tae-ho · کرهٔ جنوبی     | Hussein Makki · اردن             | Yeung Wai Kwan · هنگ کنگ           |
| Bantamweight −۵۸ ک‌گ  | Kwon Tae-ho · کرهٔ جنوبی     | Hussein Makki · اردن             | اصغر طهماسبی · ایران               |
| Featherweight −۶۴ ک‌گ | Kang Chang-mo · کرهٔ جنوبی   | Chou Kuei-ming · تایوان          | Khalid Al-Shamrani · عربستان سعودی |
| Featherweight −۶۴ ک‌گ | Kang Chang-mo · کرهٔ جنوبی   | Chou Kuei-ming · تایوان          | بیژن مقانلو · ایران                |
| Lightweight −۷۰ ک‌گ   | فریبرز عسکری · ایران        | Bandar Al-Jammaz · عربستان سعودی | Dasantyo Prihadi · اندونزی         |
| Lightweight −۷۰ ک‌گ   | فریبرز عسکری · ایران        | Bandar Al-Jammaz · عربستان سعودی | Noel Veneracion · فیلیپین          |
| Welterweight −۷۶ ک‌گ  | Lim Yong-ho · کرهٔ جنوبی     | Liu Tsu-len · تایوان             | علی‌محمد بسحاق · ایران              |
| Welterweight −۷۶ ک‌گ  | Lim Yong-ho · کرهٔ جنوبی     | Liu Tsu-len · تایوان             | Nigel Anderson · استرالیا          |
| Middleweight −۸۳ ک‌گ  | Yoon Soon-cheul · کرهٔ جنوبی | Ho Ming-hsiung · تایوان          | Khalid Al-Harthi · عربستان سعودی   |
| Middleweight −۸۳ ک‌گ  | Yoon Soon-cheul · کرهٔ جنوبی | Ho Ming-hsiung · تایوان          | حسین عباسی · ایران                 |
| Heavyweight +۸۳ ک‌گ   | Kim Je-kyoung · کرهٔ جنوبی   | حسن اصلانی · ایران               | Wu Pao-yi · تایوان                 |
| Heavyweight +۸۳ ک‌گ   | Kim Je-kyoung · کرهٔ جنوبی   | حسن اصلانی · ایران               | Apolonio Centron · فیلیپین         |

### زنان
| رویداد               | طلا                       | نقره                         | برنز                        |
| Finweight −۴۳ ک‌گ     | Lee Sun-yeong · کرهٔ جنوبی | Lo Yueh-ying · تایوان        | Sita Kumari Rai · نپال      |
| Finweight −۴۳ ک‌گ     | Lee Sun-yeong · کرهٔ جنوبی | Lo Yueh-ying · تایوان        | Vasugi Maruthamuthu · مالزی |
| Flyweight −۴۷ ک‌گ     | Mo Sun-young · کرهٔ جنوبی  | Tang Hui-wen · تایوان        | Wong Liang Ming · سنگاپور   |
| Flyweight −۴۷ ک‌گ     | Mo Sun-young · کرهٔ جنوبی  | Tang Hui-wen · تایوان        | Anita Falieros · استرالیا   |
| Bantamweight −۵۱ ک‌گ  | Won Sun-jin · کرهٔ جنوبی   | Chen Mei-hua · تایوان        | Vicki Cenere · استرالیا     |
| Bantamweight −۵۱ ک‌گ  | Won Sun-jin · کرهٔ جنوبی   | Chen Mei-hua · تایوان        | Nelia Sy · فیلیپین          |
| Featherweight −۵۵ ک‌گ | Liu Chao-ching · تایوان   | Kim Sung-sook · کرهٔ جنوبی    | Beatriz Lucero · فیلیپین    |
| Featherweight −۵۵ ک‌گ | Liu Chao-ching · تایوان   | Kim Sung-sook · کرهٔ جنوبی    | Su Su Hlaing · برمه         |
| Lightweight −۶۰ ک‌گ   | Jeong Eun-ok · کرهٔ جنوبی  | Hsien Feng-lien · تایوان     | Donna Scherp · نیوزیلند     |
| Lightweight −۶۰ ک‌گ   | Jeong Eun-ok · کرهٔ جنوبی  | Hsien Feng-lien · تایوان     | Maria Lourdes Go · فیلیپین  |
| Welterweight −۶۵ ک‌گ  | Pan Li-chi · تایوان       | Susilawati · اندونزی         | Foo Yong Lai · سنگاپور      |
| Welterweight −۶۵ ک‌گ  | Pan Li-chi · تایوان       | Susilawati · اندونزی         | Catherine Ditan · فیلیپین   |
| Middleweight −۷۰ ک‌گ  | Lee Sun-hee · کرهٔ جنوبی   | Lau Choo Boon · مالزی        | Julie Phillips · استرالیا   |
| Middleweight −۷۰ ک‌گ  | Lee Sun-hee · کرهٔ جنوبی   | Lau Choo Boon · مالزی        | Anis Dewi · اندونزی         |
| Heavyweight +۷۰ ک‌گ   | Sarah Chung · مالزی       | Jung Myoung-sook · کرهٔ جنوبی | Susan Graham · نیوزیلند     |
| Heavyweight +۷۰ ک‌گ   | Sarah Chung · مالزی       | Jung Myoung-sook · کرهٔ جنوبی | Beatriz Tioseco · فیلیپین   |

## جدول مدال‌ها
| رتبه            | کشور            | طلا | نقره | برنز | مجموع |
| --------------- | --------------- | --- | ---- | ---- | ----- |
| ۱               | کرهٔ جنوبی       | ۱۱  | ۳    | ۰    | ۱۴    |
| ۲               | تایوان          | ۳   | ۷    | ۲    | ۱۲    |
| ۳               | ایران           | ۱   | ۱    | ۴    | ۶     |
| ۴               | مالزی           | ۱   | ۱    | ۲    | ۴     |
| ۵               | اندونزی         | ۰   | ۲    | ۳    | ۵     |
| ۶               | عربستان سعودی   | ۰   | ۱    | ۲    | ۳     |
| ۷               | اردن            | ۰   | ۱    | ۰    | ۱     |
| ۸               | فیلیپین         | ۰   | ۰    | ۷    | ۷     |
| ۹               | استرالیا        | ۰   | ۰    | ۴    | ۴     |
| ۱۰              | سنگاپور         | ۰   | ۰    | ۲    | ۲     |
| ۱۰              | نیوزیلند        | ۰   | ۰    | ۲    | ۲     |
| ۱۲              | برمه            | ۰   | ۰    | ۱    | ۱     |
| ۱۲              | نپال            | ۰   | ۰    | ۱    | ۱     |
| ۱۲              | هنگ کنگ         | ۰   | ۰    | ۱    | ۱     |
| ۱۲              | کویت            | ۰   | ۰    | ۱    | ۱     |
| مجموع (۱۵ کشور) | مجموع (۱۵ کشور) | ۱۶  | ۱۶   | ۳۲   | ۶۴    |